# Пиетроаја (Долж)
Пиетроаја (рум. Pietroaia) насеље је у Румунији у округу Долж у општини Сопот. Oпштина се налази на надморској висини од 125 m.

## Становништво
Према подацима из 2002. године у насељу је живело 429 становника, од којих су сви румунске националности.